# Saint-Abraham
Saint-Abraham är en kommun i departementet Morbihan i regionen Bretagne i nordvästra Frankrike. Kommunen ligger i kantonen Malestroit som tillhör arrondissementet Vannes. År 2022 hade Saint-Abraham 540 invånare.

## Befolkningsutveckling
Antalet invånare i kommunen Saint-Abraham
| Referens: INSEE |